# Beleymas
Beleymas é uma comuna francesa na região administrativa da Nova Aquitânia, no departamento Dordonha. Estende-se por uma área de 15,85 km². Em 2010 a comuna tinha 279 habitantes (densidade: 17,6 hab./km²).